# Silene noctiflora
Espèce
Silene noctiflora, le Silène de nuit, est une espèce de plantes à fleurs herbacées de la famille des Caryophyllaceae.

## Noms communs
Ce taxon porte en français les noms vernaculaires ou normalisés suivants : Silène de nuit,,, Compagnon de nuit,,, Silène noctiflore,, Silène à fleurs nocturnes,, Mélandrie noctiflore, Mélandrie nocturne, Silène de la nuit. Il tire son nom de ses fleurs nocturnes.

## Description

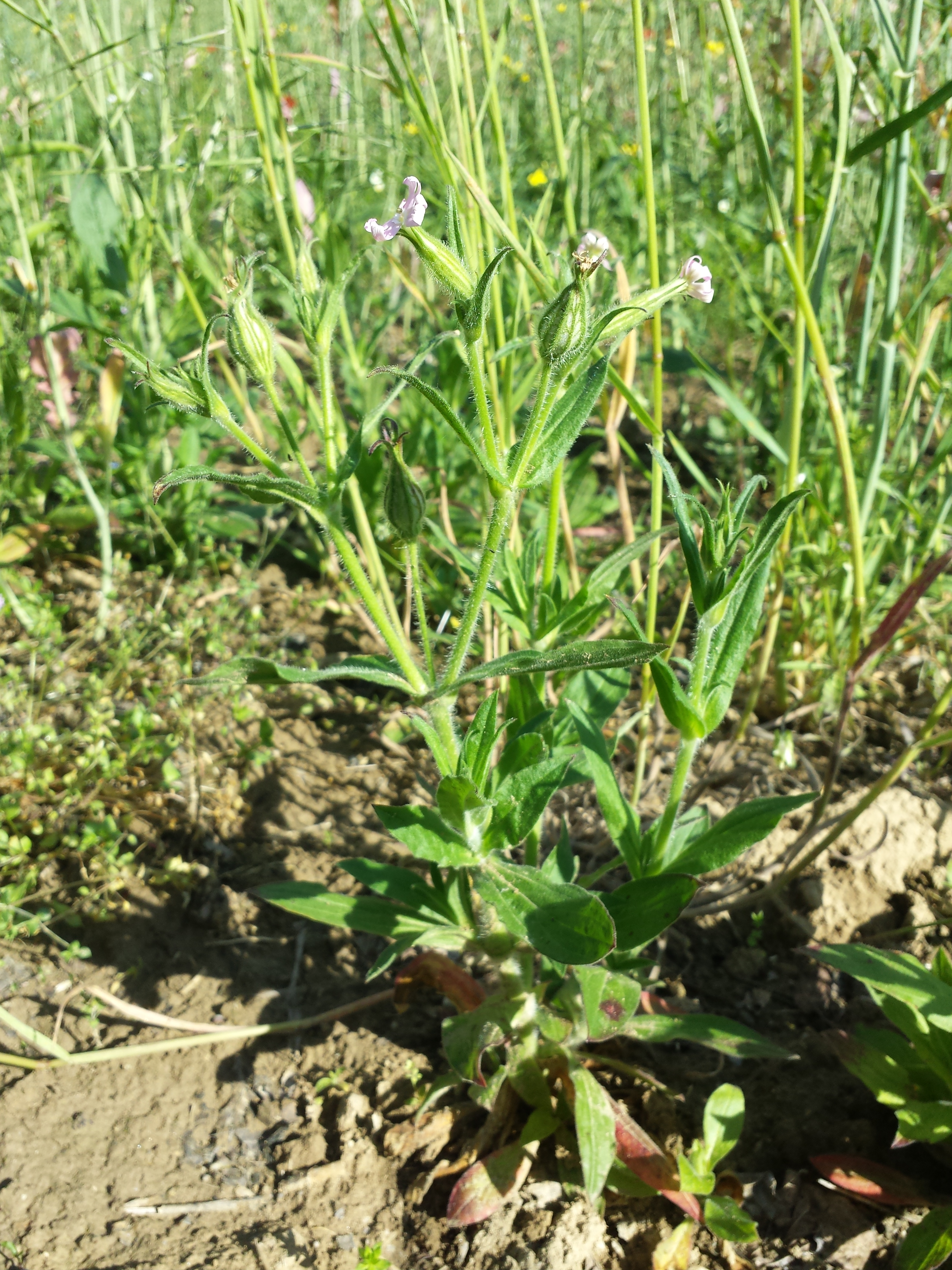
Aspect général.

### Appareil végétatif

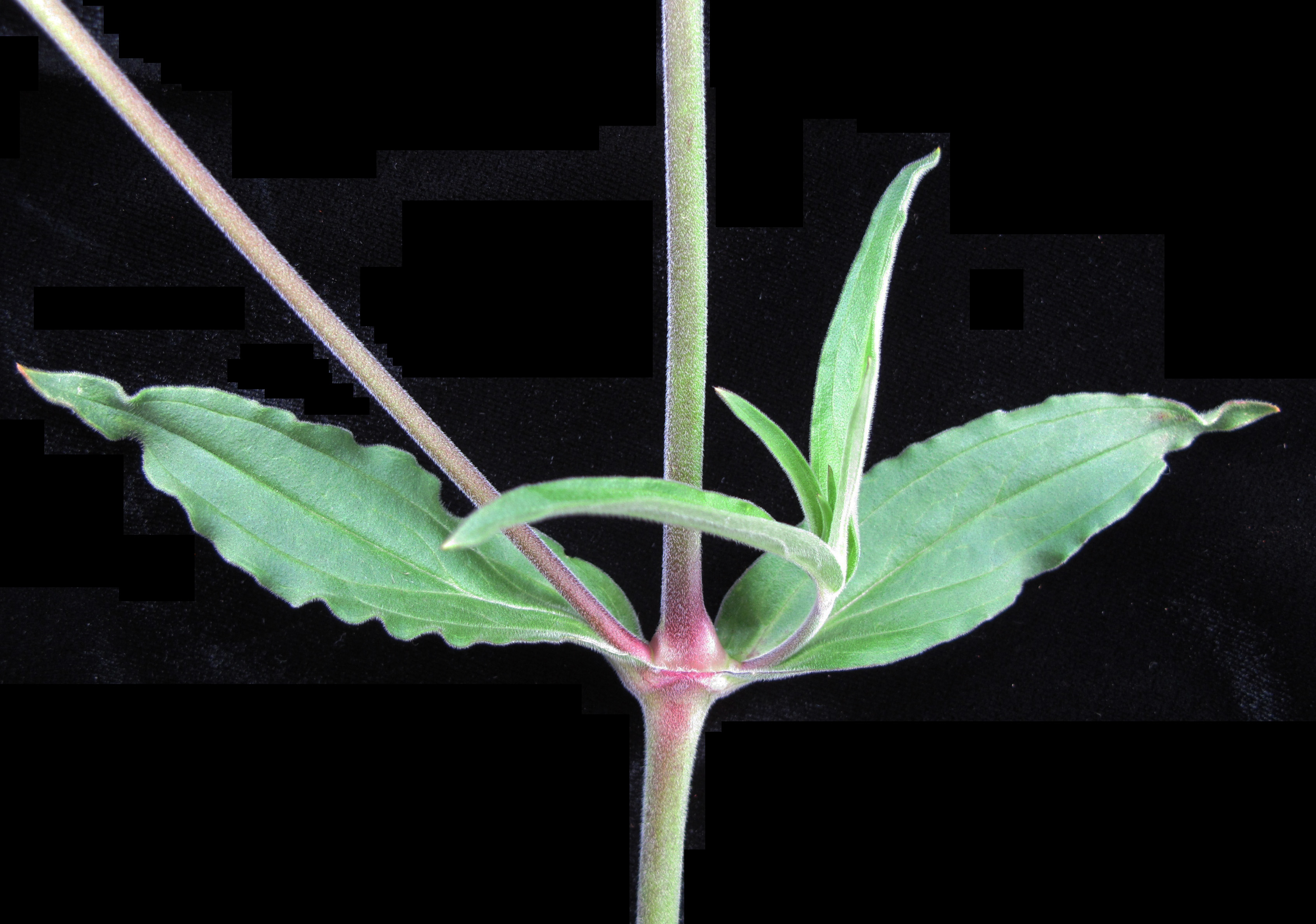
Feuilles.

C'est une plante annuelle haute de 5 à 50 cm, à tige dressée, velue-glanduleuse vers le haut, à feuilles inférieures disposées en rosette lâche, irrégulières, dressées obliquement opposées obovales, et à feuilles supérieures lancéolées, ciliées, à sommet aigu.

### Appareil reproducteur

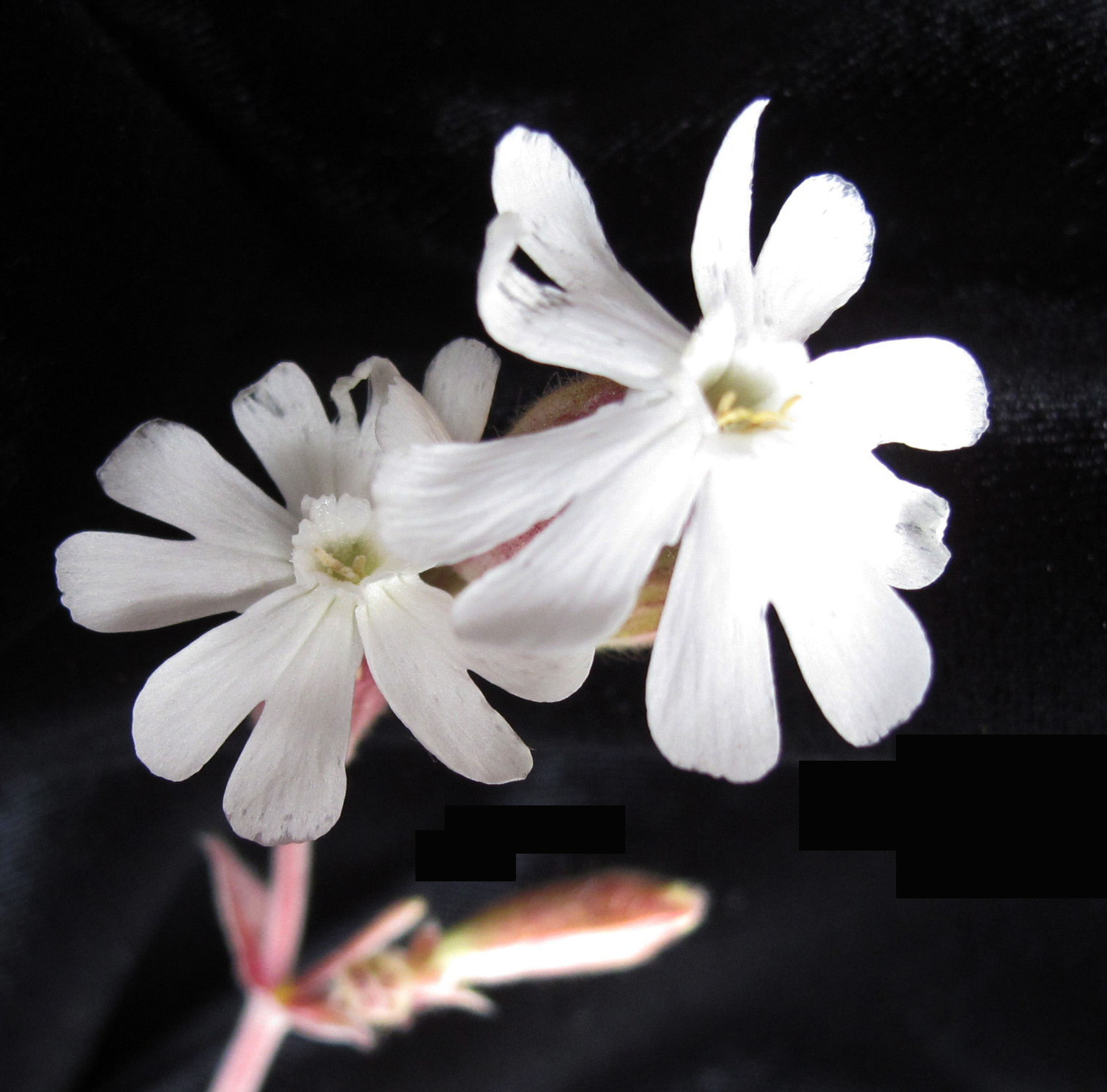
Fleurs.

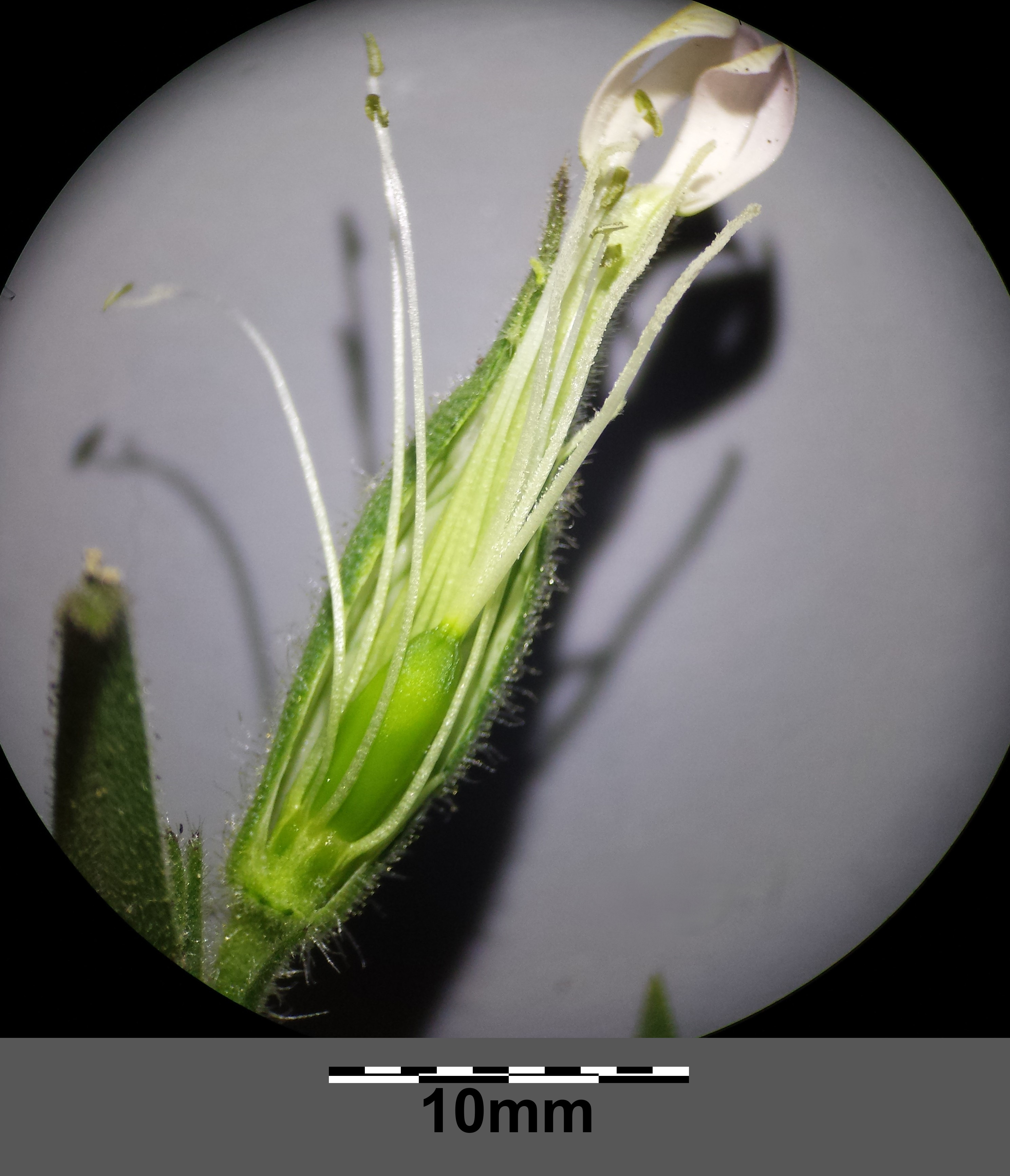
Organes floraux.

Les fleurs sont blanches, souvent teintées de rose, roses au-dessus, jaunâtre en dessous, assez grandes, dressées en cymes dichotomes. Le calice fructifère est ovale, large de 20 à 25 mm, contracté au sommet, non ombiliqué, velu-glanduleux, à dix nervures vertes, à dents en alêne. Les pétales sont bifides. Les filets des étamines sont glabres. Le fruit est une capsule ovoïde-conique, sans cloison, six à huit fois plus longue que le carpophore velu. La floraison a lieu entre juillet et septembre. Les fleurs de S. noctiflora, comme son nom l'indique, sont nocturnes et pollinisées par les papillons de nuit.

### Confusions possibles
Silene noctiflora peut être confondue avec Silene dioica, mais est nettement plus petite.
Silene noctiflora se distingue également de Silene latifolia par des fleurs parfaites avec de longues dents de calice très étroites et un calice fructifère elliptique, étroit à l'embouchure et resserré autour de la base de la capsule. Elle a également trois styles et une capsule déhiscente par six dents ; S. latifolia a quatre ou cinq styles et une capsule déhiscente par cinq dents bifides.

## Répartition
Naturellement présente en Europe et dans l'ouest de l'Asie, l'espèce s'est naturalisée en Amérique du Nord, au nord de l'Europe et en Extrême-Orient.

## Habitat
L'espèce se rencontre généralement par pieds isolés, dans les champs, les friches, sur sols calcaires ou argileux.

## Systématique
Le nom correct complet (avec auteur) de ce taxon est Silene noctiflora L., publié en 1753 par Carl von Linné.
Silene noctiflora a pour synonymes :
(homotypiques)
- Cucubalus noctiflorus (L.) Mill. in Gard. Dict., ed. 8.: n.° 8 (1768)
- Elisanthe noctiflora (L.) Rupr. in Fl. Ingrica: 161 (1843)
- Lychnis noctiflora (L.) Schreb. in Spic. Fl. Lips.: 21 (1771)
- Melandrium noctiflorum (L.) Fr. in Bot. Not. 1842: 170 (1842)

(hétérotypiques)
- Saponaria noctiflora Fenzl ex Nyman in Consp. Fl. Eur.: 93 (1878), nom invalide
- Silene bergeri Fenzl in Index Seminum (WU, Vindobonensis) 1850(Adv. Bot.): 9 (1851), nom invalide
- Silene dichotoma Gilib. in Fl. Lit. Inch. 2: 169 (1782), opus utique oppr.
- Silene exaltata Fenzl in Index Seminum (WU, Vindobonensis) 1850(Adv. Bot.): 9 (1851), nom invalide
- Silene fortunei Regel in Index Seminum (LE, Petropolitanus) 1863: 34 (1863)
- Silene fortunii Fenzl in Index Seminum (WU, Vindobonensis) 1850(Adv. Bot.): 9 (1851), nom invalide
- Silene membrancea Poir. in J.B.A.M.de Lamarck, Encycl. 7: 165 (1806)
- Silene orientalis Mill. in Gard. Dict., ed. 8.: n.° 10 (1768)
- Silene pauciflora Kit. in Linnaea 32: 537 (1864), nom. illeg.
- Silene pygmaea Fenzl in Index Seminum (WU, Vindobonensis) 1850(Adv. Bot.): 7 (1851), nom invalide
- Silene sibirica Schrank in Syll. Pl. Nov. 1: 212 (1824), nom. illeg.
- Silene viscida Moench in Methodus: 708 (1794)

## Menaces et conservation
L'espèce est en forte régression sur toute son aire de répartition, menacée par l'intensification et la modernisation des pratiques agricoles. Elle est inscrite espèce quasi menacée (NT) sur la Liste rouge de la flore vasculaire de France métropolitaine (2019). Elle est en danger critique d'extinction en Centre-Val-de-Loire et en Picardie, en danger en Île-de-France, Bourgogne et Franche-Comté, et espèce vulnérable en Champagne-Ardenne, Alsace, Provence-Alpes-Côte d’Azur et Rhône-Alpes.